# Шарлотта Доусон
Шарлотта Доусон (англ. Charlotte Dawson; 8 квітня 1966, Окленд, Нова Зеландія — 22 лютого 2014, Вуллумулу, Новий Південний Уельс, Австралія) — новозеландсько-австралійська журналістка, телеведуча і фотомодель.

## Життєпис
У 1999—2001 роках була одружена з призером Олімпійських ігор із плавання Скоттом Міллером. 1999 року зробила аборт через небажання чоловіка мати дитину, яка відволікала б його від підготовки до олімпіади. Подальше розлучення з Міллером призвело до багаторічної депресії, яка закінчилася самогубством.
У серпні 2012 року Доусон потрапила в лікарню Святого Вінсента в Сіднеї після спроби самогубства внаслідок гучного бою з твіттерськими «тролями». Пізніше Доусон з'явилася в «Seven News» на каналі «Сім» з метою викриття передбачуваних «тролів» соцмережі. Вона зазнала жорсткої критики в ЗМІ після трансляції цього випуску, проте деякі почали писати її біографію й захоплювалися відвагою.
30 січня 2014 року Доусон закликала свою співвітчизницю, новозеландську співачку Lorde, покинути Нову Зеландію, сказавши радіоведучому Майку Госкінгу, що «Якщо ви не дуже посередній, вам потрібно вибратися звідти — ви просто повинні, якщо ви хочете зберегти успіх; інакше це просто розчавить ваш дух».
22 лютого 2014 року 47-річна Доусон зробила повторну спробу самогубства — повісилася у власній квартирі у Вуллумулу.

## Кар'єра
Була найбільш відома в якості телеведучої реаліті-шоу «Топ-модель по-австралійськи». У 2011 році вела пряму трансляцію гей-параду з Австралії.